# Snakes on a Train
Snakes on a Train is een Amerikaanse film uit 2006 van The Asylum met Alby Castro.

## Verhaal
Door een vloek huizen er levende slangen in een vrouw die haar langzaam van binnenuit opvreten. Om de vloek ongedaan moet ze naar een Sjamaan in Los Angeles. Met nog slechts enkele uren te leven neemt ze de trein vanuit Mexico. Voor de andere passagiers betekent dit dat ze opgesloten zitten met vleesetende slangen.

## Rolverdeling
| Acteur              | Personage |
| ------------------- | --------- |
| Alby Castro         | Brujo     |
| Julia Ruiz          | Alma      |
| Amelia Jackson Gray | Crystal   |
| Shannon Gayle       | Summer    |
| Giovanni Bejarano   | Miguel    |